# Anomopoda
Anomopoda es un orden de crustáceos. Son un tipo de pulga de agua, miembros de la clase de los branquiopódos. Los anomópodos típicamente poseen cinco pares de extremidades toráxicas conocidas como pereiópodos, pero algunas especies del suborden  poseen hasta seis pares. La cabeza del Anomopoda carece de una separación clara entre  tronco y el posterior, mientras que el área de abdomen se fusiona gradualmente con el segmento anterior del tronco.
Se encuentran generalmente en aguas dulces continentales en todo el mundo, y su tamaño no suele superar los 6 mm . Su región cefálica está protegida por un escudo y su región pos cefálica posee un caparazón plegado en la zona dorsal. Además que su principal distinción del resto de branquiopódos es la existencia de un órgano llamado efipio, el cual protege sus huevos. 
A pesar de que los cladoceros se consideran de origen Paleozoico, los primeros restos fósiles de Anamopoda se datan en el Mezosoico.